# Марсашлокк (футбольный клуб)
«Марсашлокк» (мальт. Marsaxlokk FC) — мальтийский футбольный клуб из Марсашлокка.

## История
Клуб «Марсашлокк» сформировался в Марсашлоке в 1949 году. До 1955 года команда клуба Marsaxlokk White Stars играла в любительской лиге, затем перешла в Третий дивизион, но продержалась в ней всего год. Возвращение в профессиональный футбол состоялось в 1965 году, когда команда под названием «Марсашлокк» вновь выступила в Третьем дивизионе. Она закончила год на третьем месте, а в серии Knock Out дошла до полуфинала. После завершения сезона 1969/70 года на втором месте, команда получила право выступить во Втором дивизионе, но продержалась в нём всего год. Вновь сыграть во Втором дивизионе ей удалось уже в сезоне 1973/74 года, в котором команда играла без поражений до решающей встречи с «Сиггеви». После сезона 1977/78 «Марсашлокк» вылетел в Третий дивизион.
В последующие годы команда в основном играла в Третьем дивизионе, поднявшись во Второй дивизион только в сезоне 1986/87. Успешное возвращение состоялось в 1992 году, после чего «Марсашлокк» не только укрепил свои позиции, но и в 2000 году закончил сезон на первом месте, получив право перейти в Первый дивизион. Здесь выступление клуба также было успешным, и он получил повышение до Премьер-лиги.
Проведя хорошие сезоны 2002/03 и 2003/04, «Марсашлокк» в 2003/04 году вышел в финал Кубка Мальты, и, несмотря на поражение от «Слима Уондерерс», получил право выступить в квалификационном раунде Кубка УЕФА. Соперником мальтийской команды стал словенский клуб «Приморье», который всухую выиграл и домашнюю, и гостевую встречи.
Продолжая играть в Премьер-лиге, в 2006/07 «Марсашлокк» впервые в истории выиграл Чемпионат Мальты по футболу. Выход в финал Кубка Мальты в 2008 году обеспечил ещё одно участие команды в квалификационном раунде Кубка УЕФА. Встречи с хорватским клубом «Славен Белупо» окончились проигрышем в обоих матчах со счётом 0:4.
По окончании сезона 2008/09 клуб был отправлен в Первый дивизион за коррупцию: игрок и менеджер команды были осуждены за попытку подкуп вратаря соперника. Однако команда успешно отстояла свой статус и вернулась в Премьер лигу на следующий год. В 2014 году клуб занял 6 место и в связи с финансовыми затруднениями не смог продолжить выступление в Первом дивизионе. Он перешёл в Третий дивизион и играл в нём до 2016 года. После повышения продолжал играть во Втором дивизионе до 2020 года. В сезоне 2021/22 команда вернулась в высшую лигу страны. 

## Тренеры
| Тренер               | Период     |
| -------------------- | ---------- |
| Алберт Велла         | —2002      |
| Джозеф Джон Аквилина | 2002—2003  |
| Роберт Келли         | 2003—2004  |
| Атанас Маринов       | 2004—2005  |
| Рэй Фарруджа         | 2005—2006  |
| Брайан Тэлбот        | 2006—2008  |
| Патрик Курми         | 2008—2011  |
| Уинстон Мускат       | 2011       |
| Антонио Кремона      | 2011—н. в. |

## Достижения
- Чемпион Мальты: 2006/07
- Финалист Кубка Мальты: 2003/04
- Участник Суперкубка Мальты: 2007
- Победитель 1 дивизиона Мальты: 2001/02
- Победитель 2 дивизиона Мальты: 1999/00
- Победитель 3 дивизиона Мальты: 1970/71

## Выступления в еврокубках
| Сезон   | Турнир              | Раунд | Страна               | Клуб          | Счёт     |
| ------- | ------------------- | ----- | -------------------- | ------------- | -------- |
| 2003/04 | Кубок УЕФА          | 1Q    | Словения             | Приморье      | 0-1, 0-2 |
| 2006    | Кубок Интертото     | 1R    | Босния и Герцеговина | Зриньски      | 1-1, 0-3 |
| 2007/08 | Лига чемпионов УЕФА | 1Q    | Босния и Герцеговина | Сараево       | 0-6, 1-3 |
| 2008/09 | Кубок УЕФА          | 1Q    | Хорватия             | Славен Белупо | 0-4, 0-4 |